# Jerónimo Gomáriz Latorre
Jerónimo Gomáriz Latorre (Múrcia, 1900 - Mèxic, 1964) fou un advocat i polític valencià, diputat a les Corts Espanyoles durant la Segona República.

## Biografia
Membre de la Maçoneria i convençut anticlerical, participà en la proclamació de la Segona República Espanyola a Alacant. Fou elegit diputat per la província d'Alacant pel Partit Republicà Radical Socialista a les eleccions generals espanyoles de 1931 i per la Unió Republicana dins del Front Popular a les eleccions generals espanyoles de 1936. En esclatar la guerra fou nomenat subsecretari de Justícia i fou membre de l'Associació d'Amics de la Unió Soviètica. L'u d'octubre de 1936 fou nomenat cònsol plenipotenciari a Orà. En acabar la guerra civil espanyola s'exilià a Mèxic, on es dedicà als negocis.